# Pseudantarcticola tropica
Pseudantarcticola tropica är en kvalsterart som beskrevs av Balogh 1970. Pseudantarcticola tropica ingår i släktet Pseudantarcticola och familjen Ameronothridae. Inga underarter finns listade i Catalogue of Life.